# Durneva
Durneva ili Dūrnev Araldary (rus. Дурнева) je obalni otok blizu ulaza u zaljev Mrtvi Kultuk (bivši zaljev Komsomolets) u istočnom Kaspijskom moru. Nalazi se sjeverno od poluotoka Buzachi i 41.6 km sjeverno od Turuma.
Administrativno Otok Durneva pripada oblasti Mangistau u Kazahstanu.
Durneva je vjerojatno otok koji se na prvim kartama Kaspijskog jezera pojavljuje kao Ile des Cygnes (Labuđi otok). Otok je prvi točno kartografirao tek Fedor Ivanovič Soimonov tijekom Kaspijske ekspedicije 1719., koja je istraživala Kaspijsko jezero od 1719. do 1727.

## Vanjske poveznice
- Projekt bioraznolikosti Kaspijskog mora